# Mangustolisek afrykański
Mangustolisek afrykański, mangusta lisia (Cynictis penicillata) – gatunek drapieżnego ssaka z podrodziny Herpestinae w obrębie rodziny mangustowatych (Herpestidae).

## Taksonomia
Gatunek po raz pierwszy zgodnie z zasadami nazewnictwa binominalnego opisał w 1829 roku francuski przyrodnik Georges Cuvier, nadając mu nazwę Herpestes penicillatus. Holotyp pochodził z Przylądka Dobrej Nadziei, w Południowej Afryce. Jedyny przedstawiciel rodzaju mangustolisek (Cynictis), który opisał w 1833 roku irlandzki przyrodnik William Ogilby. Podstawowe dane taksonomiczne podgatunków (oprócz nominatywnego) przedstawia poniższa tabelka:
| Podgatunek       | Oryginalna nazwa                | Autor i rok opisu | Miejsce typowe                                                       |
| ---------------- | ------------------------------- | ----------------- | -------------------------------------------------------------------- |
| C. p. bradfieldi | Cynictis penicillata bradfieldi | Roberts, 1924     | Quickborn, 96 km na północ od Okahandji, w Damaralandzie, w Namibii. |
| C. p. coombsi    | Cynictis penicillata coombsi    | Roberts, 1929     | Farma Swarthoek, Soutpansberg, północny Transwal.                    |

Duża zmienność ubarwienia futra spowodowała, że opisano aż dwanaście podgatunków, które obecnie w większości uznawane są za nieważne. Autorzy Illustrated Checklist of the Mammals of the World rozpoznają trzy podgatunki.

### Etymologia
- Cynictis: gr. κυων kuōn, κυνος kunos „pies”; ικτις iktis, ικτιδις iktidis „łasica”[25].
- penicillata: łac. penicillatus „z kępkami jak szczotka”, od łac. penicillus „szczotka”, od zdrobnienia peniculus „szczota”, od penis „ogon”[26].
- bradfieldi: Rupert Dudley Bradfield (1882–1949), południowoafrykański rolnik, przyrodnik, kolekcjoner[16][27].
- coombsi: Cecil Henry Coombs (1887–1953), południowoafrykański przedsiębiorca, kolekcjoner[28].

## Zasięg występowania
Mangustolisek afrykański występuje w Afryce Południowej, zamieszkując w zależności od podgatunku:
- C. penicillata penicillata – Południowa Afryka i Lesotho.
- C. penicillata bradfieldi – południowa Angola, północna Botswana, Namibia i zachodnie Zimbabwe.
- C. penicillata coombsi – południowa Botswana i północno-wschodnia Południowa Afryka.

## Morfologia
Jeden z mniejszych przedstawicieli rodziny mangustowatych; długość ciała (bez ogona) 26,5–46 cm, długość ogona 15–29,2 cm, długość tylnej stopy 6,1–7,8 cm, długość ucha 2,4–3,9 cm; masa ciała 715–900 g. Podgatunki występujące na południu mają sierść żółtą, a na północy szarawą. 

## Ekologia
Aktywne głównie w ciągu dnia, czasem w nocy. Ukrywają się w norach wykopanych w ziemi lub zajmują opuszczone nory innych zwierząt, często wraz z surykatkami (Suricata suricatta) i afrowiórkami pręgowanymi (Xerus erythropus). Mangustolisek afrykański jest zwierzęciem socjalnym, żyje w stadach złożonych z 8-20 osobników. Żywi się owadami i drobnymi kręgowcami. Jego siedliskiem są otwarte obszary półpustynne i tereny trawiaste.